# Presidenti dell'Iran
I presidenti della Repubblica Islamica dell'Iran dal 1980 (costituzione della Repubblica Islamica dell'Iran e fine della monarchia) ad oggi sono i seguenti.

## Lista
| Presidente | Presidente             | Presidente                        | Presidente                                      | Partito                                     | Elezioni                                                         | Mandato                             | Mandato            | Guida suprema      | Primo ministro             |
| Presidente | Presidente             | Presidente                        | Presidente                                      | Partito                                     | Elezioni                                                         | Inizio                              | Fine               | Guida suprema      | Primo ministro             |
| ---------- | ---------------------- | --------------------------------- | ----------------------------------------------- | ------------------------------------------- | ---------------------------------------------------------------- | ----------------------------------- | ------------------ | ------------------ | -------------------------- |
| 1          |                        |                                   | Abolhassan Banisadr ابوالحسن بنی‌صدر (1933-2021) | Indipendente                                | 1980                                                             | 4 febbraio 1980                     | 22 giugno 1981     | Ruhollah Khomeyni  | Mehdi Bazargan             |
| 1          | Abolhassan Banisadr    |                                   | Abolhassan Banisadr ابوالحسن بنی‌صدر (1933-2021) | Indipendente                                | 1980                                                             | 4 febbraio 1980                     | 22 giugno 1981     | Ruhollah Khomeyni  |                            |
| 1          | Mohammad Ali Rajai     |                                   | Abolhassan Banisadr ابوالحسن بنی‌صدر (1933-2021) | Indipendente                                | 1980                                                             | 4 febbraio 1980                     | 22 giugno 1981     | Ruhollah Khomeyni  |                            |
| 2          |                        |                                   | Mohammad Ali Rajai محمد علی رجائی (1933-1981)   | Partito Islamico Repubblicano               | 1981 (Lug.)                                                      | 2 agosto 1981                       | 30 agosto 1981 (†) | Ruhollah Khomeyni  |                            |
| 2          | Mohammad-Javad Bahonar |                                   | Mohammad Ali Rajai محمد علی رجائی (1933-1981)   | Partito Islamico Repubblicano               | 1981 (Lug.)                                                      | 2 agosto 1981                       | 30 agosto 1981 (†) | Ruhollah Khomeyni  |                            |
| 3          |                        |                                   | Ali Khamenei سید علی حسینی خامنه‌ای (1939- )     | Partito Islamico Repubblicano               | 1981 (Ott.), 1985                                                | 13 ottobre 1981                     | 3 agosto 1989      | Ruhollah Khomeyni  | Mohammad-Reza Mahdavi Kani |
| 3          | Ali Khamenei           | Mir-Hossein Mousavi               | Ali Khamenei سید علی حسینی خامنه‌ای (1939- )     | Partito Islamico Repubblicano               | 1981 (Ott.), 1985                                                | 13 ottobre 1981                     | 3 agosto 1989      |                    |                            |
| 4          | Ali Khamenei           | Mir-Hossein Mousavi               |                                                 |                                             | Ali Akbar Hashemi Rafsanjani ﻋﻠﻲ اکبر هاشمی رفسنجانی (1934-2017) | Associazione dei Chierici Militanti | 1989, 1993         | 3 agosto 1989      | 3 agosto 1997              |
| 4          | Ali Khamenei           | Carica abolita dal 15 agosto 1989 |                                                 |                                             | Ali Akbar Hashemi Rafsanjani ﻋﻠﻲ اکبر هاشمی رفسنجانی (1934-2017) | Associazione dei Chierici Militanti | 1989, 1993         | 3 agosto 1989      | 3 agosto 1997              |
| 5          | Ali Khamenei           |                                   |                                                 | Mohammad Khatami سید محمد خاتمی (1943- )    | Società dei Chierici Militanti                                   | 1997, 2001                          | 3 agosto 1997      | 3 agosto 2005      |                            |
| 6          | Ali Khamenei           |                                   |                                                 | Mahmud Ahmadinejad محمود احمدی‌نژاد (1956- ) | Alleanza dei Costruttori dell'Iran Islamico                      | 2005, 2009                          | 3 agosto 2005      | 3 agosto 2013      |                            |
| 7          | Ali Khamenei           |                                   |                                                 | Hassan Rouhani حسن روحانی (1948- )          | Partito della Moderazione e dello Sviluppo                       | 2013, 2017                          | 3 agosto 2013      | 3 agosto 2021      |                            |
| 8          | Ali Khamenei           |                                   |                                                 | Ebrahim Raisi ابراهیم رئیسی (1960-2024)     | Associazione dei Chierici Militanti                              | 2021                                | 3 agosto 2021      | 19 maggio 2024 (†) |                            |
| -          | Ali Khamenei           |                                   |                                                 | Mohammad Mokhber محمد مخبر (1955- )         | Indipendente                                                     | Vicepresidente, ad interim          | 19 maggio 2024     | 28 luglio 2024     |                            |
| 9          | Ali Khamenei           |                                   |                                                 | Masoud Pezeshkian مسعود پزشکیان (1954- )    | Indipendente                                                     | 2024                                | 28 luglio 2024     | in carica          |                            |